# Aarne Nuorvala
Aarne Johannes Nuorvala, född 18 april 1912 i Viborg, död 11 juli 2013 i Helsingfors, var en finländsk jurist som fungerade som statsministerns ställföreträdare (vice statsminister) i en ämbetsmannaregering 1963–1964. Han var Finlands justitiekansler 1964–1965 och president i Högsta förvaltningsdomstolen 1965–1982.
Nuorvala var kansliminister i regeringen Lehto och fick även uppdraget som statsministerns ställföreträdare i samma regering. Detta uppdrag innehade Nuorvala från 18 december 1963 fram till sin avgång 12 juni 1964. Någon efterträdare som kansliminister utnämndes inte för honom i den regeringen men undervisningsministern Reino Oittinen innehade posten som vice statsminister för ämbetsmannaregeringens tre återstående månader.